# Corpúsculos de Hassall
Os corpúsculos de Hassall são estruturas encontradas na medula do timo humano e animal. Têm diâmetro de 30 a 150 µm e são formados por células reticulares epiteliais, organizadas em camadas concêntricas unidas por numerosos desmossomos. Algumas destas células, principalmente as mais centrais, podem degenerar e morrer, deixando restos celulares que se podem calcificar. Importantes para a maturação de células reguladoras que mantêm a homeostasia do organismo. Contudo, desconhece-se com clareza as suas funções.
Em aves, os corpúsculos de Hassal típicos, semelhantes aos encontrados em mamíferos, são pouco frequentes, aparecendo em seu lugar formas difusas destes, as chamadas estruturas reticulares. Estas estruturas são massas irregulares e pálidas de células reticulares com vesículas que contêm material acidófilo e células em degeneração.
Os corpúsculos de Hassall estão presentes na medula Tímica, são celulas epiteliais queratinizadas que reproduzem fenómenos degenerativos.